# Dorelies Kraakmanbrug
Dorelies Kraakmanbrug (brug 131) is een vaste brug op de grens van Amsterdam-Centrum en Amsterdam-Oost. Ze verbindt de 's-Gravesandestraat en de Korte 's-Gravesandestraat en voert daarbij over de Singelgracht en landt op haar zuidelijke kade, de Mauritskade. Ten zuidwesten van de brug ligt het Oosterpark.

## Versie 1
De eerste brug die hier kwam te liggen was te danken aan particulier initiatief. Het is 1890 als ondernemer (aannemer en architect) Cornelis Antonius Bombach van C.A. Bombach Cz. aan de gemeenteraad een voorstel doet om op eigen kosten voor de gemeenschap een zogenaamde kippenbrug neer te leggen. Kippenbrug is een oude Amsterdamse benaming voor voetgangersbrug. De houten brug zou na oplevering direct eigendom worden van gemeente Amsterdam. De gemeente had op een enkeling, die een veerpontje wilde, geen bezwaar en zo kwam er een bruggetje over de Singelgracht alhier. Een verkeersbrug zag de gemeenteraad nog niet zitten, er reden immers treinen door de Sarphatistraat in het vervolgtraject en er was nog onvoldoende bevolking in de buurt. Dat laatste veranderde spoedig want in 1892 werd er op de Mauritskade 24 een Hogere Burgerschool gebouwd. In 1905 kwam de brug opnieuw ter sprake in de gemeenteraad. De bevolkingsaanwas was zodanig dat de houten brug aan vervanging toe was en wel door "eene brug, geschikt voor rijverkeer". Opnieuw werd het spoor in de Sarphatistraat als rem op de nieuwe brug gebruikt. Tevens is er geldgebrek voor een nieuwe brug hier; het geld kon veel beter gebruikt worden voor de verbetering van een brug elders in de stad, de Koningssluis. Pas in 1911 kwam er een nieuwe brug. Dat nieuw stond in dit geval alleen voor “vervanging”. De gemeente had namelijk nog tot haar beschikking het ijzerwerk en jukken van de oude versie van de Koekjesbrug (Bosboom Toussaintstraat/Singelgracht), die net vervangen was.

## Versie 2
In 1963 is de brug aan vervanging toe. Er wordt een budget vrijgemaakt van ruim dan 600.000 gulden om een nieuwe brug neer te leggen. Het ontwerp van de brug is afkomstig van Dirk Sterenberg dan werkzaam voor Publieke Werken Amsterdam. Hij kwam met een brug van 19,5 meter breed (een rijweg van 15 meter breedte en twee voetpaden van elk 2,25 meter breed). Er kwamen drie doorvaarten van respectievelijk 6,5, 10,4 en 6,5 meter; de doorvaarthoogte werd twee meter. Opvallend aan de brug zijn de balustrades, waarbij volgens Frans V. Smit Sterenberg zich bij de getrapte balustrades liet inspireren van Piet Kramer. Kramer kwam echter met balustrades in de Amsterdamse Schoolstijl, onmogelijk toe te passen bij stalen balustrades. Of het zitje naast de brug ook geïnspireerd is op het werk van Kramer bleef onbekend. In 1965 is de brug bijna klaar en moet zowel de ’s Gravesandestraat als de Korte ’s Gravesandestraat verbreed worden om aan te sluiten op de brug. Door veranderd inzicht in verkeersstromen (auto's zo veel mogelijk de stad uit) en toepassing daarvan nam het verkeer hier af en zo kan het dat er hier een opvallend brede brug ligt voor een matig verkeersaanbod. Pas in 1983 kwamen er tramsporen op de brug ter verkorting van de omleidingsroute van tram 3 in verband met de nieuwbouw van de Nieuwe Amstelbrug, ook tram 6 ging toen van de brug gebruik maken, sinds 1998 tram 7 en sinds 2018 tram 1. 
In 2017 is de brug voor een aantal maanden gestremd in verband met een grootscheepse renovatie van de Mauritskade. Er komen daar nieuwe leidingen, nieuwe fundering van de kadewand,een nieuwe wegindeling en nieuwe asfaltlaag.   

## Tenaamstelling
De brug ging een tijdlang officieus door het leven als de Oude Koekjesbrug, verwijzend naar haar geschiedenis. In 2016 trok de gemeente alle officieuze benamingen in en riep de Amsterdamse bevolking op te komen met een nieuwe naam, verband houdende met de stad en de omgeving waarin de brug ligt. Amsterdam kende overigens naast deze Oude Koekjesbrug, de Koekjesbrug ook nog een Nieuwe Koekjesbrug; die term verviel ook in 2016 als aanduiding van brug 195. In januari 2023 kreeg de brug een nieuwe naam, de Dorelies Kraakmanbrug; een vernoeming naar Dorelies Kraakman, voorvechtster van de lesbische beweging in Nederland. 
<<< · 100 · 101 · 102 · 103 ·  105 · 106 · 107 · 108 · 109 ·  110 · 111 · 112 · 113 · 114 · 115 · 116 · 117 · 118 · 119 · 120 · 121 · 122 · 123 · 124 · 125 · 126 · 127 · 128 · 129 · 130 · 131 · 132 · 135 · 136 · 137 · 138 · 139 · 140 · 141 · 142 · 143 · 144 · 145 · 146 · 147 · 148 · 149 ·  150 · 151 · 152 · 155 · 156 · 159 · 160 · 161 · 162 · 163 · 164 · 165 · 166 · 167 · 168 · 169 ·  170 · 171 · 172 · 173 · 174 · 175 · 176 · 177 · 178 · 179 · 180 · 181 · 182 · 183 · 184 · 185 · 186 · 187 · 189 · 190 · 191 · 192 · 193 · 194 · 195 · 196 · 198 · 199 · >>>
Brugnummers 104, 133, 134, 153, 154, 157, 158, 188 en 197 zijn niet (meer) in gebruik.